# Masiu

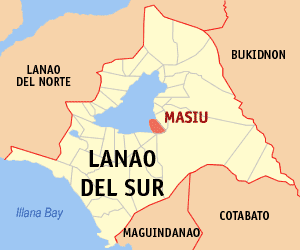
Bản đồ Lanao del Sur với vị trí của Masiu

Masiu là một đô thị hạng 1 ở tỉnh Lanao del Sur, Philippines. Theo điều tra dân số năm 2000 của Philipin, đô thị này có dân số 24.105 người trong 3.466 hộ.

## Các đơn vị hành chính
Masiu được chia ra 35 barangay.
| - Abdullah Buisan - Alim Raya Caramian - Alip Lalabuan - Alumpang Paino Mimbalay - Amai Ditimbang Balindong - Amai Sindaolan Dansalan - Lakadun - Bontalis Maranat - Dalog Balut - Gindolongan Alabat - Gondarangin Asa Adigao - Sawir | - Labay Moriatao-Bai - Laila Lumbac Bangon - Langco Dimapatoy - Langi Talub - Lomigis Sugod - Macabangun Imbaba - Macadaag Talaguian - Macalupang Lumbac Caramian - Magayo Bagoaingud - Magompara Apa Mimbalay - Manalocon Talub - Marandacan Putad | - Matao Araza - Mohammad Tangul - Pangandaman Pantao - Sambowang Atawa - Tamboro Cormatan - Towano Arangca - Tomambiling Lumbacaingud - Unda Dayawan - Salacayan Buadiamaloy - Mangondato Kalilangan - Casim Lumbacaingud |